# 世俗佛教
世俗佛教（secular Buddhism）是指一種新興形式的佛教，其常建立在人文主義、懷疑論、不可知論、進步主義或自然主義，而非超自然或靈異現象的信仰。
佛陀在世時以三法印確立原始佛教之法印。隨著佛教的傳播與交流發展，眾多的派別與龐大的思想體系、經典應機而生，或逐漸將佛陀主神化。世俗佛教徒用理性主義及證據主義的態度去理解佛教神學中，神格化的佛陀及不同佛經中之教誨。
在世俗佛教看来，某些其它佛教派別所發展出的教義或觀點，可能會被認為是迷信或者不能觀察研究的傳統信仰；如天人、菩薩、迴向、大千世界、淨土或地獄等概念，而世俗佛教試圖在回避這類信仰教義的前提下，重新探討佛教的哲學内涵。

## 延伸閱讀
- Batchelor, Stephen. Buddhism without Beliefs. Riverhead Books, 1998. ISBN 1-57322-656-4.
- Ward, Tim. What the Buddha Never Taught. Celestial Arts, 1995. ISBN 0-89087-687-8.

## 外部連結
- Secular Buddhism (Australia) （页面存档备份，存于）
- Secular Buddhism (Canada) （页面存档备份，存于）
- German language Secular Buddhist website （页面存档备份，存于）
- Secular Buddhism in Aotearoa New Zealand （页面存档备份，存于）
- Spanish language Secular Buddhist website（页面存档备份，存于）
- Secular Buddhist Association (USA) （页面存档备份，存于）
- Secular Buddhism Website (USA) （页面存档备份，存于）